# Дунавска гъмза
Дунавска гъмза е червен хибриден винен сорт грозде, селектиран в Института по лозарство и винарство в гр. Плевен чрез кръстосване на сортовете Букет и Вилар блан през 1969 г. и утвърден като нов сорт през 1977 г.
Лозите са със среден растеж и дават високи добиви. Устойчив на сиво гниене. Гроздовете са средни, конични и плътни. Зърната са малки или средни, закръглени, тъмносини. Кожицата е твърда и плътна. Месото е сочно, с безцветен сок и приятен вкус.
Вината са леки, интензивно оцветени, плътни, с хармоничен вкус и аромат, могат да се пият и млади.